# المذنب
المذنب هي مدينة سعودية والمركز الإداري لمحافظة المذنب التابعة لمنطقة القصيم. تسمى المدينة بهذا الاسم لأنها منتهى مسيل الأودية. تستضيف المذنب سنويا مهرجان واحة المانعية، الذي يضم مجموعة من الأنشطة الشبابية والفعاليات الصحراوية، مثل بطولات استعراض وصعود التلال بالإضافة إلى شاحنات طعام متنوعة ومشاريع شبابية وورش عمل للسيارات. وتضم دار الحسياني للتراث الذي يعرض مجموعة من القطع الأثرية كالأسلحة والأواني والأدوات الزراعية والعملات والصور والوثائق والأجهزة القديمة والسيارات الكلاسيكية. والثرية القديمة بما فيها من المباني الطينية والمهرجانات والأسواق الشعبية التي توضح الحياة القديمة، ومنتزه البحيرة ومنتزه خرطم المطل.

## التاريخ
ذكر ياقوت الحموي المذنب في كتابه معجم البلدان وقال أنه جبل، ونقل قول أنها قرية لبني عامر باليمامة، واستشهد بأبيات للبيد بن ربيعة العامري:
وقد علل محمد ناصر العبودي هذا القول بأن لبيد ربما قصد بقوله جبل خرطم، وأن قول أن المذنب قرية لبي عامر بأن بني عامر كانوا يسكنون أقصى جنوب غرب القصيم في العصر الجاهلي، لذا قيل أنها تتبعهم وإن كان موقعها الحالي بعيد عن مساكنهم. وقيل أنها باليمامة لأنها كانت تتبع لولاية اليمامة الذي كان يحصل خراج هذه المناطق.
كانت المذنب قصر لجماعة من البواهل هاجمه أمير الغاط السديري، فلما اشتد الحصار على طلب البواهل النصرة من عشيرة الفضول الساكنة بعنيزة مقابل نصف القصر. قدم على هذا القصر في القرن العاشر الهجري عبد الله بن إبراهيم الخريدلي الناصري من الفرعة بالوشم واشترى نصيب البواهل فيه، وتبعه مجيء أخوه معجل وأبناء عمومته آل إبراهيم (المعروفين آل شامخ اليوم)، ثم تتابعت هجرة النواصر إلى المذنب واشتروا نصيب الفضول. فتولى عبد الله الخريدلي الإمارة وخلفه ابنه إبراهيم، الذي نزل المذنب في إمارته لفيف من الجماعات منهم شتوى الدوسري الذي هاجر من الشماسية وسكن حول عين نبعه، وآل شويمان وعمرو الثليما والفداغمة.
وقيل أن الهجرة لم تكن في القرن العاشر بل في القرن الثاني عشر الهجري أي الثامن عشر الميلادي. وأن أول النواصر الذين هاجروا إلى المذنب إبراهيم بن حسين وابن عمه خريدل بعد أن أطاح بهم آل مشرف (أمراء أشيقر آنذاك) بهم من إمارة الفرعة في عام 1135 هـ (1722)، وبعد أربع أعوام استطاع النواصر بمساعدة من بالمذنب من استعادة إمارة الفرعة، فعاد إبراهيم إلى الفرعة واستقر معجل بالمذنب ودعا إليها أخيه خريدل.
نزل الإمام عبد الله بن سعود بالمذنب في بداية جمادى الأولى سنة 1230 هـ، وذلك في طريقة لمواجهة الترك، حيث دارت المعركة بينهم قرب الداث. وبعدها شنّ هجومًا على البصيري والبعجا الواقعتين غرب القصيم، ثم عاد فنزل بالمذنب، قبل أن يرتحل منها لملاقاة أحمد طوسون باشا. مرت قوات إبراهيم باشا بالمذنب في صفر 1233 هـ في طريقها للدرعية، فأطاعه أهلها وأمر عليها إبراهيم الناصر العقيلي ولكنه لم يلبث طويلًا حتى قتله الترك. ومر بها كذلك الضابط البريطاني جورج فورستر سادلر في يوم 23 أغسطس 1819 (1234 هـ).
خرج الأمير مشاري بن عبد الرحمن عن طاعة خاله الإمام تركي بن عبد الله في 1246 هـ، وطالب النصرة من قبائل شرق القصيم فلم يجبوه، فعاد عن فعله وطلب من رؤساء المذنب أن يتوسطوا له عند خاله الإمام فركب معه هندي الخريدلي ورجل من آل شامخ وأخر آل حسن، فقبل الإمام منهم الوساطة وعفا عنه. وقعت في المربع جنوب المذنب مناخ عظيم في عام 1249 هـ بين مطير وحلفائهم بنو سالم من حرب وبين قبيلة عنزة وحلفائها، وقد دامت الحرب بينهما 40 يوما. نزل الإمام فيصل بن تركي بالمذنب في عام 1265 هـ على إثره خلاف بين أمراء القصيم، فبايعه أهل المذنب ونصروه، وبقي فيها حتى استقام الأمر بالقصيم.
تولى إمارة المذنب فهد بن عبد الكريم العقيلي بعد أن عيّنه أمير حائل محمد بن عبد الله بن علي الرشيد عليها بعد معركة المليداء في عام 1308 هـ. عايش الأمير فهد فترة الصراع بين الملك عبد العزيز وأمير حائل عبد العزيز الرشيد، وبعد أن أحكم الملك عبد العزيز السيطرة على القصيم عفا عنه وأقرّه في منصبه، فظل أميرًا على المذنب حتى وفاته في جمادى الأولى من عام 1368 هـ، باستثناء فترة قصيرة وسط تلك المدة، تولى خلالها الإمارة كلٌّ من فهد الشامخ ونمر الوهيد.
نزل الملك عبد العزيز على المذنب مرتين أثناء حروبه مع ابن رشيد؛ كانت الأولى في جمادى الأولى من عام 1322 هـ، الذي وقعت فيه معركة الشنانة، أما الثانية فكانت في عام 1325 هـ وهي السنة التي وقعت فيها معركة الطرفية. وقد شارك لواء من أهل المذنب ضمن جيش الملك عبد العزيز المتوجه لفتح الحجاز في عام 1342 هـ. تولى عبد المحسن العقيلي الإمارة بعد الأمير فهد ثم سليمان بن صالح الجارالله الذي تلاه عبد الله بن محمود بن قيعان ثم عبد الله بن سليمان العقيلي وأعقبه علي بن إبراهيم الهويدي ثم عاد عبد الله بن سليمان العقيلي مرة أخرى.

## الجغرافيا
تقع المذنب في الطرف الجنوبي من القصيم وشمال منطقة السر، وتمتد ما بين نفود الصعافيق في الشرق ونفود الشقيقة في الغرب، في منطقة تسمى بصفراء المذنب وهي منطقة واسعة مكونة من الحجر الجيري وفيها مدينة المذنب وأغلب القرى التابعة لها. وتحيط بمدينة المذنب حافات صخرية (تعرف بالضلوع) من الشرق والغرب، فأما الناحية الغربية فأكثر جهات المحافظة كلها ارتفاعا، وبالنسبة للشرقية فهي أقل ارتفاعا وأكثر انحدارًا، وتمتد من المربع وحتى جنوب شرق بريدة ويبرز منها جبل خرطم. تنحدر عدة أودية من الحافة الغربية تمر بالمدينة باتجاه الشرق، ثم تصطدم بالحافة الشرقية وتنحرف شمالًا، لتصب في عدد من الرياض التي تنتهي ببحيرة العوشزية، مثل أودية نسر والمظيفير والوادي وأبو جصة.
يخترق المدينة الطريق الذي كان يربط القصيم بالرياض قبل إنشاء الطريق السريع، ساهم هذا الطريق في نهضة المدينة إذ ربطها بالرض ومنطقة الوشم والطائف وعالية نجد، وربطها كذلك بباقي القصيم الذي فيه شبكة طرق تربطها بالمدينة وحائل، وتوجد طرق فرعية تربط المذنب بالقرى المجاورة لها. تتفرد المذنب عن باقي القصيم بحدوث الانهيارات الأرضية ومنها ما سجل عن انهيار عام 1382 هـ وخسف وادي المذنب في صفر 1396 هـ، ويرجع ذلك إلى التكوين الجيري للمذنب سهل التكسر.
تشتهر المذنب بزراعتها، ويتجلى ذلك في المثل الشعبي: "أرخص من تبن المذنب"، الدال على وفرة إنتاجها من القمح. وقد بدأت الزراعة فيها بمساحات محدودة في أطراف المدينة، ثم توسعت بعد تأسيس الشركة الزراعية الأهلية بالمذنب عام 1386 هـ، التي استثمرت في زراعة مواقع عديدة مثل: المهاوشية والسعدية والمصية والمسد والعدان والسديرات. وازداد التوسع الزراعي مع صدور المرسوم الملكي لعام 1388 هـ، الذي نص على توزيع الأراضي البور على المواطنين بشرط استثمارها. وقد ساعد في دعم النشاط الزراعي افتتاح المكتب الزراعي في المذنب عام 1395 هـ، وكذلك فرع البنك الزراعي في عام 1394 هـ.
كانت تروى الأراضي الزراعية فيما سبق بمياه العيون الجارية مثل عين العقيلي بغرب المدينة وعين الجراية، وكذلك الأودية الكبيرة التي تجري بضعة أيام في السنة مثل وادي نسر والمظيفير. أو يعتمد على المياه الآبار الزراعية التي يترواح عمقها بين 12-20 متر، فيما كانت تقل الزراعة البعلية المعتمد بشكل كامل على مياه الأمطار. ثم تغير الوضع وأصبح الناس يستخدمون الآبار الارتوازية منذ عام 1377 هـ، يتراوح عمق هذه الآبار بين 400-600 متر تحت الأرض. تشتهر المذنب بكثرة النخيل بها، إذ بلغ عدد النخيل فيها حوالي 280 ألفًا في عام 1404 هـ، وتتنوّع أصنافه بين البرحي والسكري (سكرية المذنب الحمراء) والشقراء وأم حمام وغيرها. وتلي النخيل محاصيل أخرى مثل البرسيم والقمح والذرة، فيما تُزرع كميات قليلة الشعير. وأقيمت مزارع محمية تنتج الخضروات المتنوعة كالطماطم والكوسا والباذنجان، والفواكه مثل البطيخ والشمام والرمان والليمون والأترج.

## السكان
بلغ العدد الإجمالي لسكان المدينة 38,208 نسمة في تعداد 2017 (1438 هـ)، منهم 7911 أجنبي والبقية سعوديون، نسبة نمو السكان 3,8 وهي نسبة قليلة إذ ما قورنت بنسبة نمو المدينة نفسها في تعداد 1992 (1413 هـ) والتي بلغت 6,6. تستقبل المدينة أعدادًا من المهاجرين إليها من قرى المحافظة مثل العمار والثامرية، وبعض من المهاجرين من الرياض ومدينة عنيزة. أحد أسباب هذه الهجرة هي العمل فالمدينة فيها فرص عمل أكثر من القرى المجاورة لها، وكذلك فرص التعليم وتحسين مستوى المعيشة.
تضم المدينة 46 مدرسة ابتدائية و29 متوسطة و11 ثانوية للبنين والبنات، ويبلغ إجمالي عدد الملتحقين بهذه المدارس أكثر من 5800 طالب و5830 طالبة، ويوجد فيها كلية تقنية يزيد عدد طلابها عن 973 طالب، وكلية للعلوم والآداب افتتحت عام 1422 هـ فيها خمس تخصصات علمية وأدبية ويلتحق بها نحو ثلاثة آلاف طالب وطالب. أما الصحة فالمذنب فيها مستشفى عام واحد سعتها 130 سرير وعدد مراجعيها سنويًا 165,000 شخص، وفيها أربع مستوصفات صحية وثلاث مستوصفات خاصة.
يوجد في المذنب نادي رياضي واحد هو نادي التقدم، وتعود نشأته إلى عام 1393 هـ، نتيجة اندماج ثلاثة أندية هي: نادي نسر الذي أُنشئ في السبعينات الهجرية، ونادي الجزيرة ونادي السلام اللذان أُسِّسا في عام 1390 هـ. ويُشارك النادي حاليًا في دوري الدرجة الثانية.

## الآثار

### قصر باهلة
هو ما تبقى من قصر البواهل السابق ذكره، يقع بالقرب من جامع الدير القديم غرب السوق الرئيسي. ويعتقد أن الطين المستخدم في بناء القصر أخذ من حفر المغيريب الواقعة شرق المسجد. وقد أقيمت بيوت طينية فوق أنقاض القصر ولكنها أكثرها متهدم حاليًا، تحتوي الطبقات الطينية السميكة تحت مستوى هذه البيوت على مخلفات سكانية وعظام حيوانات كثيرة. القصر محاط بجدار عريض به أربعة أبواب هي باب الحيطان من الناحية الشمالية والذي يواجه بساتين النخيل وباب الخلا من الناحية الشمالية الغربية، وباب المغيريب الموجود في الناحية الجنوبية الشرقية شرق المجلس بوجوار الجامع القديم، وباب الدروازة المعروف أيضا باب المقبرة قرب قصر الإمارة في الجنوب الغربي. وقد كان للسور أربع أبراج تستخدم للدفاع عن المدينة القديمة.

### الأخرى
تنتشر في شرق وشمال المذنب عدد من الآبار القديمة ينسبها الأهالي لبني هلال، ومن هذه الآبار بئر الفروخية ونفجة وسرا والكليبية والوزرية. كما تقع في شمال المدينة أيضا توجد آثار الجرية وهي بقايا بيوت وقبور، تكثر فيها القطع الفخارية والزجاج الملون وتضم عين الجرية التاريخية. توجد بقايا أثرية في المنطقة الواقعة غرب الثليما.

## ثبت المراجع
- العبودي، محمد ناصر (1990). معجم بلاد القصيم (ط. 2). ج. 1.
- الغنايم، عبد الرحمن بن عبد الله (1404). المذنب بين الماضي والحاضر. هذه بلادنا. مطابع جامعة الملك سعود. الرئاسة العامة لرعاية الشباب.
- الجهني، عويضة متيريك (2016). نجد قبل الوهابية. ترجمة: إحسان زكي (ط. 1). بيروت: جسور للترجمة والنشر.
- البسام، أحمد محمد (11 مارس 2021). "الخصائص السكانية والمكانية للمهاجرين من داخل المملكة العربية السعودية إلى مدينة المذنب بمنطقة القصيم". مجلة العلوم الإنسانية والاجتماعية جامعة الإمام محمد بن سعود الإسلامية ع. 58. اطلع عليه بتاريخ 2025-07-11.{{استشهاد بدورية محكمة}}:  صيانة الاستشهاد: ref duplicates default (link)